# Yeisk
Yeisk (del ruso: Ейск) es una ciudad balneario, centro administrativo del raión de Yeisk del krai de Krasnodar, en Rusia. Está situada en la punta de Yeisk, en la orilla sur del golfo de Taganrog del mar de Azov, sobre la península de Yeisk, en la boca del limán Yeiski del río Yeya, 190 km al noroeste de Krasnodar, la capital del krai. Tenía 87 769 habitantes en 2010.
Es cabeza del municipio Yeiskoye al que pertenecen la ciudad y el asentamiento rural Shirochanski, integrado por Shirochanka, Morskói, Bolshelugski, Blizhneyéiski, Krasnoflotski, Podbelski y Beregovói. El municipio en conjunto contaba con 97 176 habitantes en 2011.

## Historia

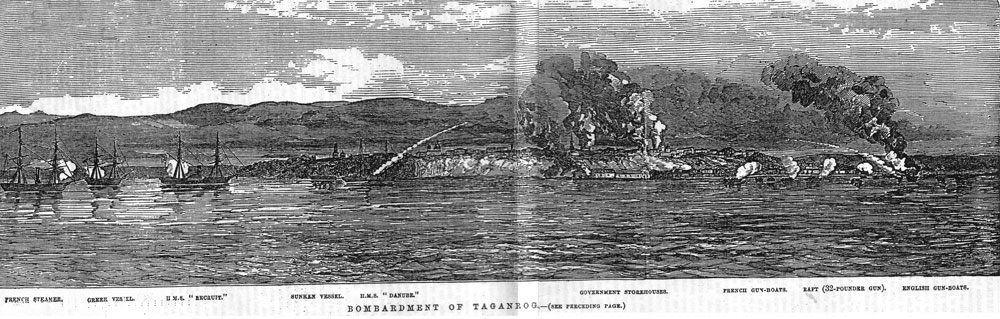
Bombardeo de Taganrog durante la guerra de Crimea

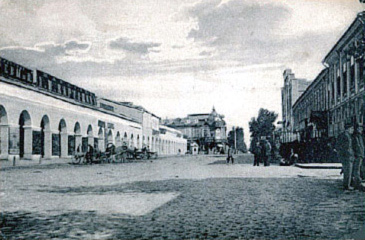
Gostini dvor a finales del

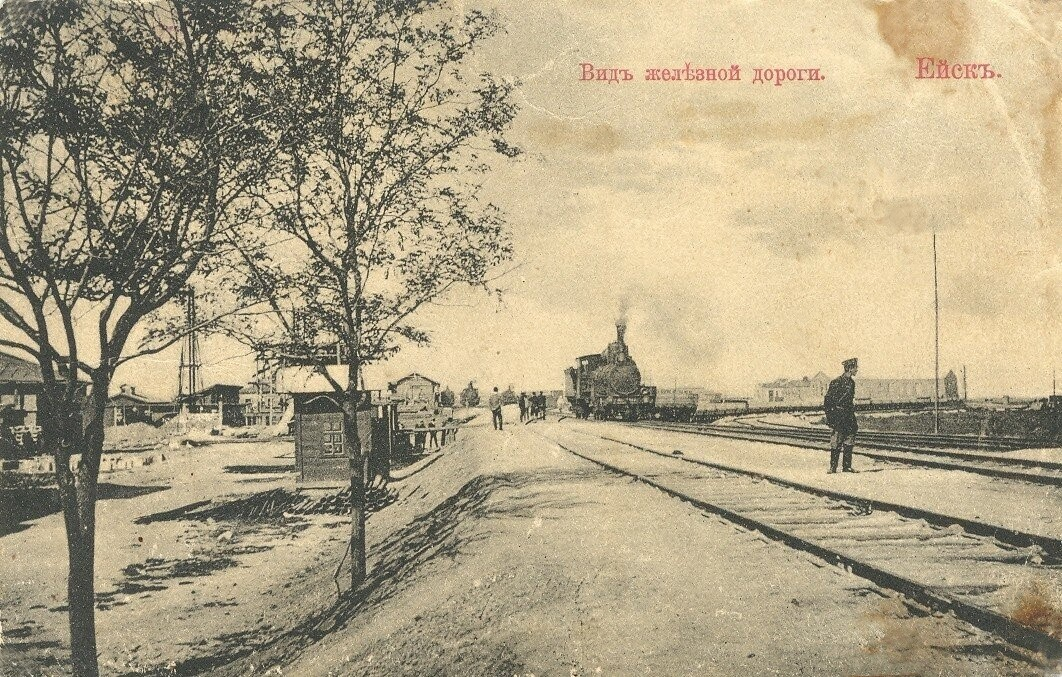
Ferrocarril de Yeisk, principios del

El área donde se asienta Yeisk fue poblado por tribus sármatas y escitas, como prueban los kurganes que se hallan entre la ciudad y Shirochanka. Se han encontrado asimismo restos griegos. El paso de los tártaros se denota en los topónimos, como el del lago Jan, al sur de la ciudad.
En la segunda mitad del siglo XVIII, el Cáucaso Norte entró en los planes de expansión del Imperio ruso. Tras la guerra en la que se estableció la anexión del kanato de Crimea al Imperio, Catalina II ordenó conquistar y colonizar las tierras al norte del río Kubán iniciándose la construcción de una línea defensiva de fuertes desde Azov a Mozdok y la emigración de cosacos de Zaporizhia hacia las nuevas tierras.
La idea de construir un puerto en la punta Yeiskoye como base para la comercialización de los productos del Kubán y la gubernia de Stávropol, surge por iniciativa del atamán Grigori Rashpil. El príncipe Mijaíl Vorontsov alentó la empresa de modo que por decreto del zar Nicolás I del 6 de marzo de 1848 se funda la ciudad y el puerto de Yeisk.
En 1849 se erige la primera iglesia, de madera, dedicada a la Virgen, y la estación de correo. El primer muelle en la ría se construye en 1850 Entre 1852 y 1855 se edifica el gostini dvor. En 1853 abre la primera iglesia parroquial. Durante la guerra de Crimea, la ciudad fue asaltada por tropas británicas en el contexto del infructuoso sitio de Taganrog tanto por tierra como desde el mar. La iglesia fue bombardeada y se calcula que una de cada diez casas fue incendiada.
La localidad fue desarrollándose con inmigración ucraniana y rusa, exportándose granos desde el puerto hacia Grecia, Italia, Turquía o Inglaterra. A principios del siglo XX se exportaban a través del puerto de Yeisk cuatro millones de toneladas de carga, principalmente trigo. A principios del siglo XX la localidad era un centro comercial internacional y un centro cultural del sur de Rusia. Por iniciativa de las autoridades de la ciudad en 1904 se renovaron las instalaciones del puerto y por iniciativa del alcalde Vladímir Nenáshev se construye el ferrocarril de Yeisk en 1911. Desde entonces la localidad se desarrolla como ciudad balneario. En 1912 tenía 50 000 habitantes y cinco iglesias: la Catedral del Arcángel Miguel (1865), la Iglesia Panteleimonovskaya (década de 1890, la Iglesia Novopokróvskaya (década de 1890), la Iglesia de la Intercesión (1907) y la Iglesia de San Nicolás (1865).
Durante la Primera Guerra Mundial la ciudad fue evacuada y se instaló un campo de prisioneros austríacos. En esos años, el puerto de Yeisk se dedicó al transporte de materiales logísticos de retaguardia. En la Guerra civil la población cambió de manos seis veces, hasta que se estableció el poder soviético en marzo de 1920. Hasta ese año pertenecía al otdel de Yeisk del óblast de Kubán. En 1928 se dotó a la localidad de agua potable. En las décadas de 1920 y 1930, Yeisk se desarrolló como centro industrial. En 1930 se trasladó a Yeisk la Escuela de Pilotos Navales (en la que estudiaron entre otros los cosmonautas Yuri Onufriyenko y Georgi Shonin o el piloto de pruebas Víktor Pugachov).
La ciudad fue severamente bombardeada a partir de 1941 por la Luftwaffe de la Alemania Nazi. La Wehrmacht intentó en varias ocasiones tomar la ciudad desde el otro lado del golfo sin éxito hasta que lo consiguió en agosto de 1942 con el apoyo de una división rumana. La ocupación tuvo numerosas víctimas entre la población de la localidad y la dejó severamente dañada. En agosto de 1943, tropas del Ejército Rojo.
En los años de posguerra y reconstrucción, se enfocó en el sector turístico.

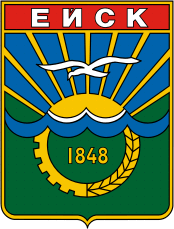
Escudo de 1968.
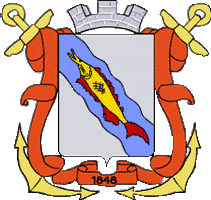
Escudo de 2005.

## Demografía
| 1868   | 1878   | 1897   | 1926   | 1939   |
| ------ | ------ | ------ | ------ | ------ |
| 2 500  | 17 500 | 35 400 | 37 700 | 46 900 |
| 1959   | 1970   | 1979   | 1989   | 1998   |
| 55 000 | 64 400 | 70 600 | 77 800 | 85 700 |
| 2002   | 2005   | 2007   | 2009   | 2011   |
| 86 300 | 87 000 | 87 100 | 87 500 | 87 300 |

## Clima
El clima en Yeisk en clima continental clima templado, con inviernos suaves y veranos calurosos.
| Parámetros climáticos promedio de Yeisk | Parámetros climáticos promedio de Yeisk | Parámetros climáticos promedio de Yeisk | Parámetros climáticos promedio de Yeisk | Parámetros climáticos promedio de Yeisk | Parámetros climáticos promedio de Yeisk | Parámetros climáticos promedio de Yeisk | Parámetros climáticos promedio de Yeisk | Parámetros climáticos promedio de Yeisk | Parámetros climáticos promedio de Yeisk | Parámetros climáticos promedio de Yeisk | Parámetros climáticos promedio de Yeisk | Parámetros climáticos promedio de Yeisk | Parámetros climáticos promedio de Yeisk |
| Mes                                     | Ene.                                    | Feb.                                    | Mar.                                    | Abr.                                    | May.                                    | Jun.                                    | Jul.                                    | Ago.                                    | Sep.                                    | Oct.                                    | Nov.                                    | Dic.                                    | Anual                                   |
| --------------------------------------- | --------------------------------------- | --------------------------------------- | --------------------------------------- | --------------------------------------- | --------------------------------------- | --------------------------------------- | --------------------------------------- | --------------------------------------- | --------------------------------------- | --------------------------------------- | --------------------------------------- | --------------------------------------- | --------------------------------------- |
| Temp. máx. media (°C)                   | 1.2                                     | 0.2                                     | 4.7                                     | 13.4                                    | 21                                      | 25.2                                    | 27.9                                    | 27.1                                    | 21.4                                    | 14                                      | 7.1                                     | 1.5                                     | 13.8                                    |
| Temp. mín. media (°C)                   | -6.7                                    | -6.4                                    | -1.9                                    | 5.6                                     | 12.8                                    | 17.7                                    | 20.4                                    | 19.4                                    | 14                                      | 7.5                                     | 1.5                                     | -3.6                                    | 6.7                                     |
| Precipitación total (mm)                | 36                                      | 34                                      | 31                                      | 33                                      | 36                                      | 46                                      | 48                                      | 46                                      | 29                                      | 39                                      | 39                                      | 39                                      | 456                                     |
| Fuente: svali.ru (en ruso)              |                                         |                                         |                                         |                                         |                                         |                                         |                                         |                                         |                                         |                                         |                                         |                                         |                                         |

## Educación
En la ciudad hay dos escuelas de oficios, seis colegios y escuelas técnicas. Por otro lado, hay nueve filiales de universidades de Moscú y de las del Distrito Federal Sur. Es de destacar, el Instituto Superior de Aviación Militar que lleva el nombre de Vladímir Mijáilovich Komarov.

## Economía y transporte

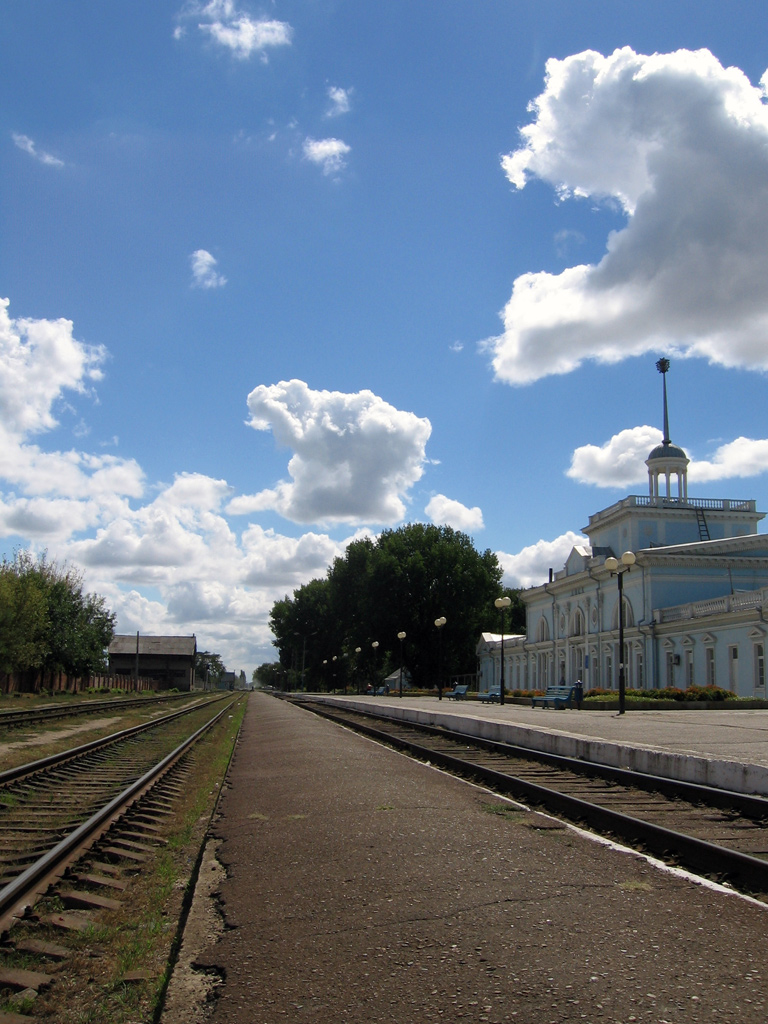
Estación de ferrocarril de Yeisk.

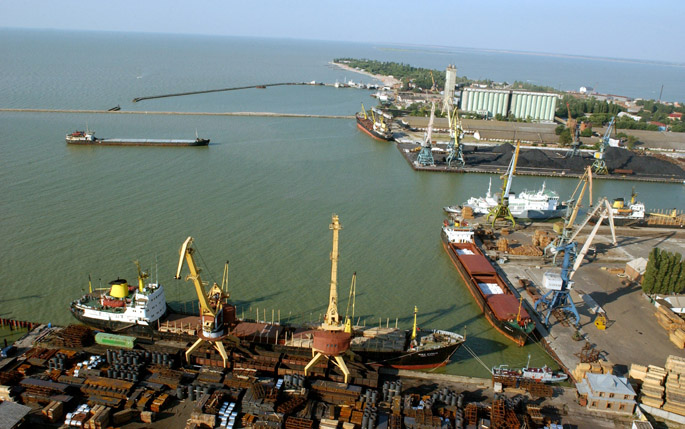
Puerto de Yeisk.

Los principales sectores económicos de la localidad son la pesca y la industria alimentaria. En una medida menor cabe destacar la industria ligera y la de los materiales de construcción.
La localidad es un centro turístico debido a sus playas.
La principal arteria de comunicación con el exterior es la carretera R268 Krasnodar-Yeisk. La estación de autobuses de Yeisk conecta con Krasnodar, Taganrog, Rostov del Don, Volgodonsk, Anapa, Novorosíisk, Gelendzhik, Tuapsé, Sochi, Piatigorsk, Stávropol, Dolzhánskaya y Kamyshevátskaya.
Es fin de la línea de ferrocarril entre Pávlovskaya y Yeisk por Starominskaya, de 1911. Durante la temporada de verano hay trenes directos desde Moscú y San Petersburgo. En el programa para 2010-2012 de la RZhD se halla la reconstrucción del tramo Starominskaya-Yeisk.
El aeropuerto de Yeisk tiene capacidad para aviones de hasta 70 toneladas de masa. Se prevé la renovación del aeropuerto en relación con la apertura de la zona de juego Azov-City. En 2011 se había interrumpido el tráfico de pasajeros debido a las obras de reconstrucción de la pista de aterrizaje.
La localidad es un importante puerto internacional. En 2009 transportó 4,9 millones de toneladas.

## Lugares de interés
Yeisk está incluida en la lista de lugares históricos de Rusia. En la localidad pueden verse edificios de la segunda mitad del siglo XIX y principios del XX, del período soviético y más recientes, de la década de 1990.
Cabe destacar en la ciudad el gostini dvor, el edificio del gymnasium femenino Kseninski, el edificio del gremio de comerciantes, el edificio del Banco Ruso de Comercio Exterior, el edificio de la estación y las casas de antiguos comerciantes. El parque más grande de la localidad se llama Iván Poddubni y es un lugar de ocio frecuentado por los habitantes de la localidad.

## Prensa
Los principales periódicos de la localidad son Priazovskiye stepi («Приазовские степи»), Sovet Priazovia («Совет Приазовья»), Puls nedeli («Пульс недели») y Delovói Yeisk («Деловой Ейск»). La principal revista es Primorski prospekt («Приморский проспект»).

## Galería

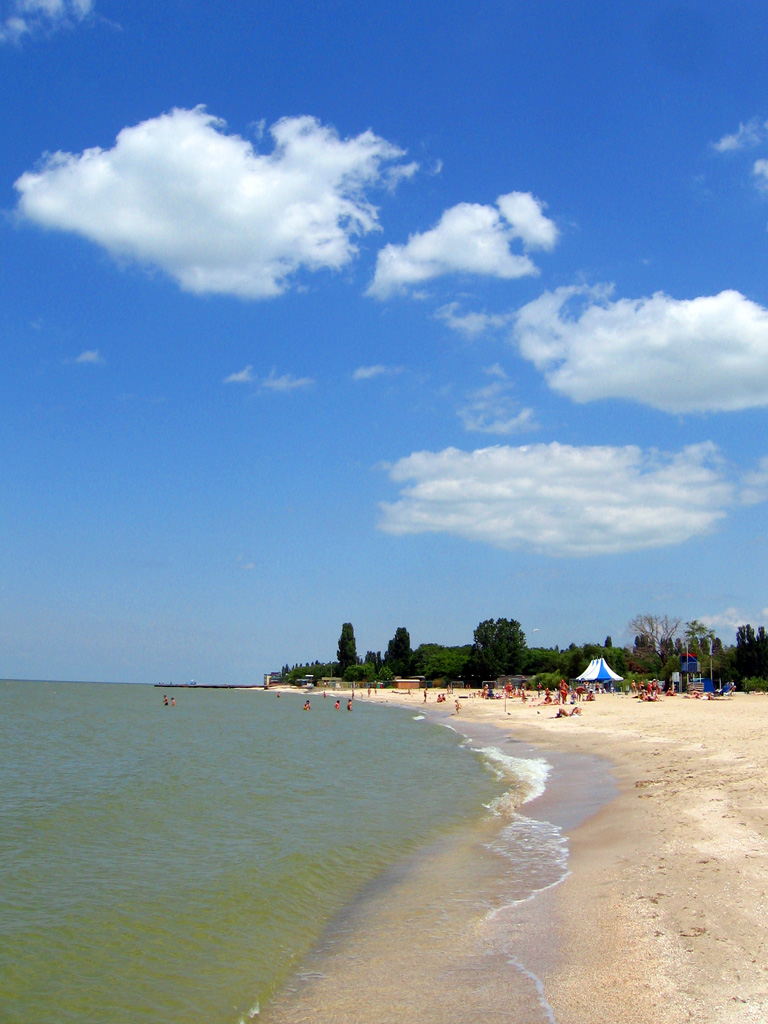
Playa de Yeisk.
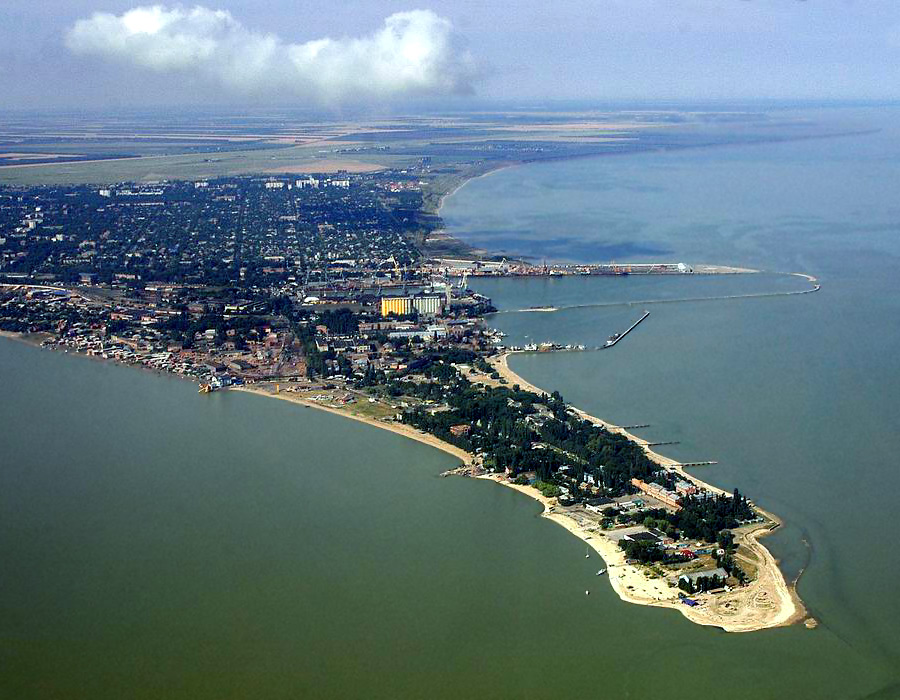
Punta de arena de Yeisk.
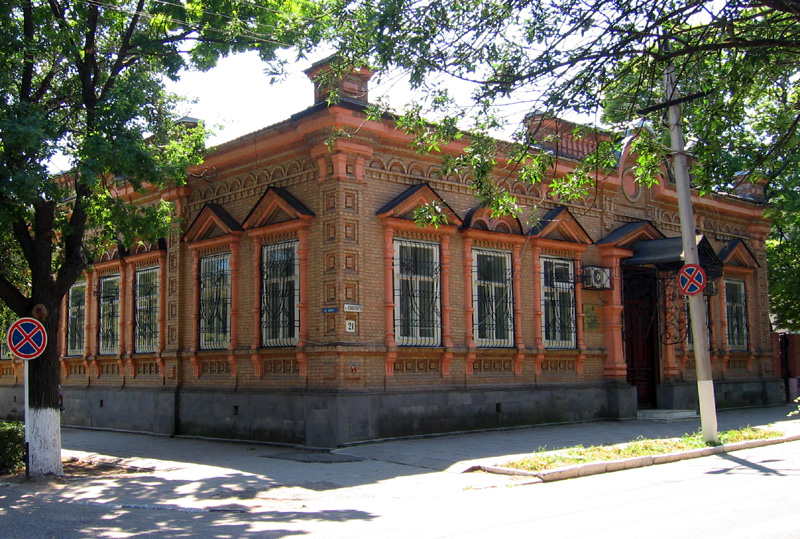
Edificio administrativo.
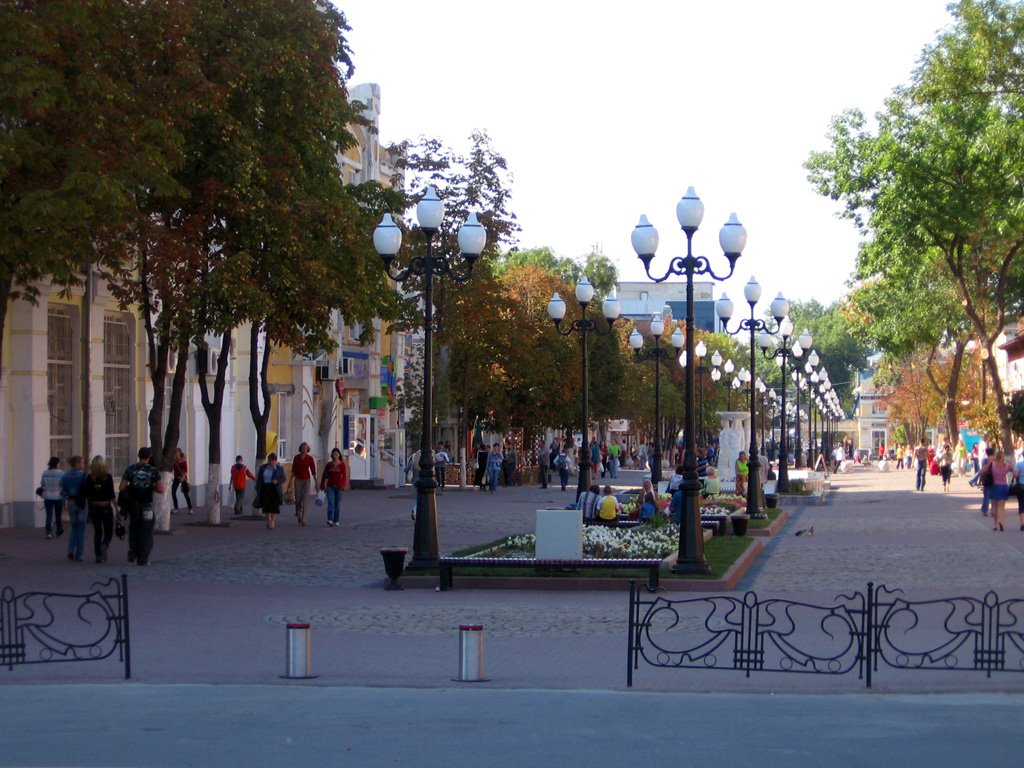
Calle Sverdlova.
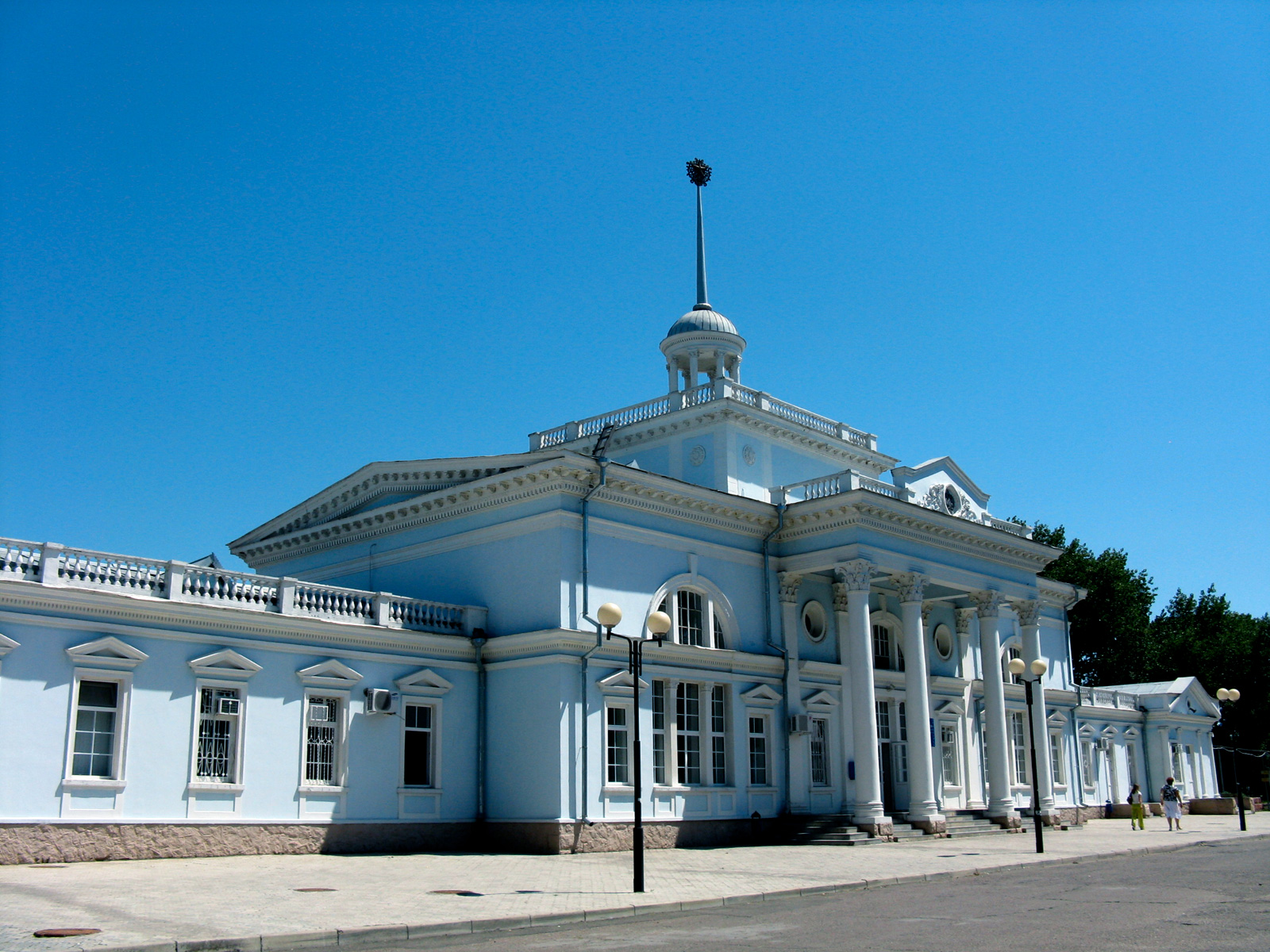
Estación de ferrocarril.
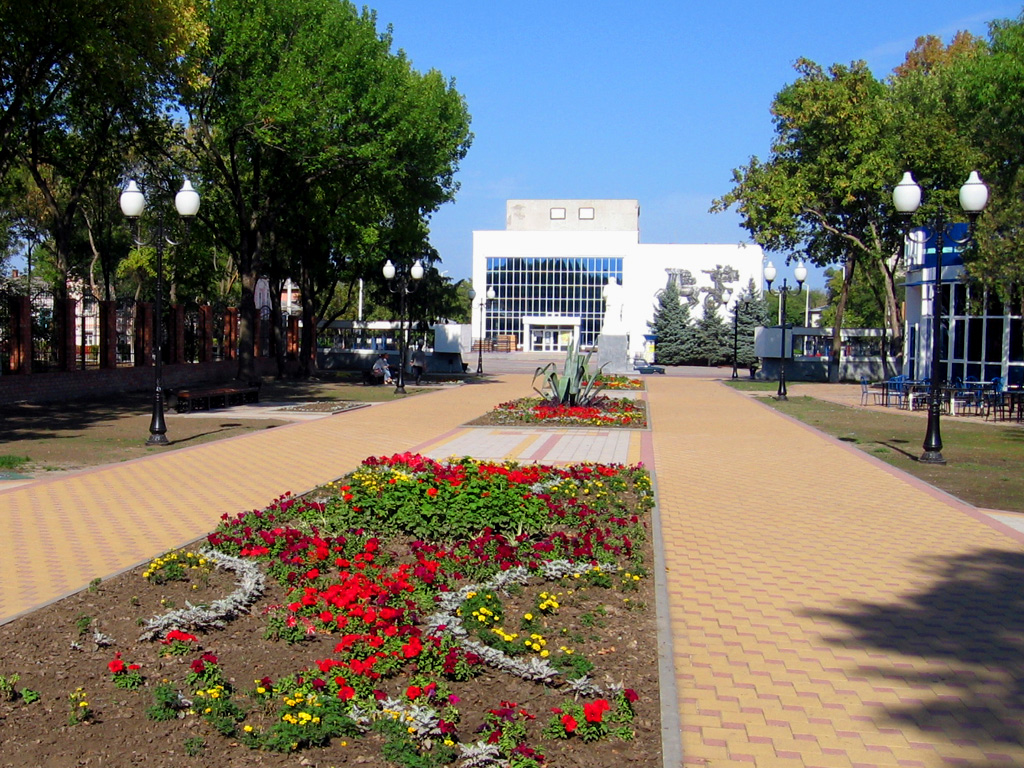
Palacio de Cultura.
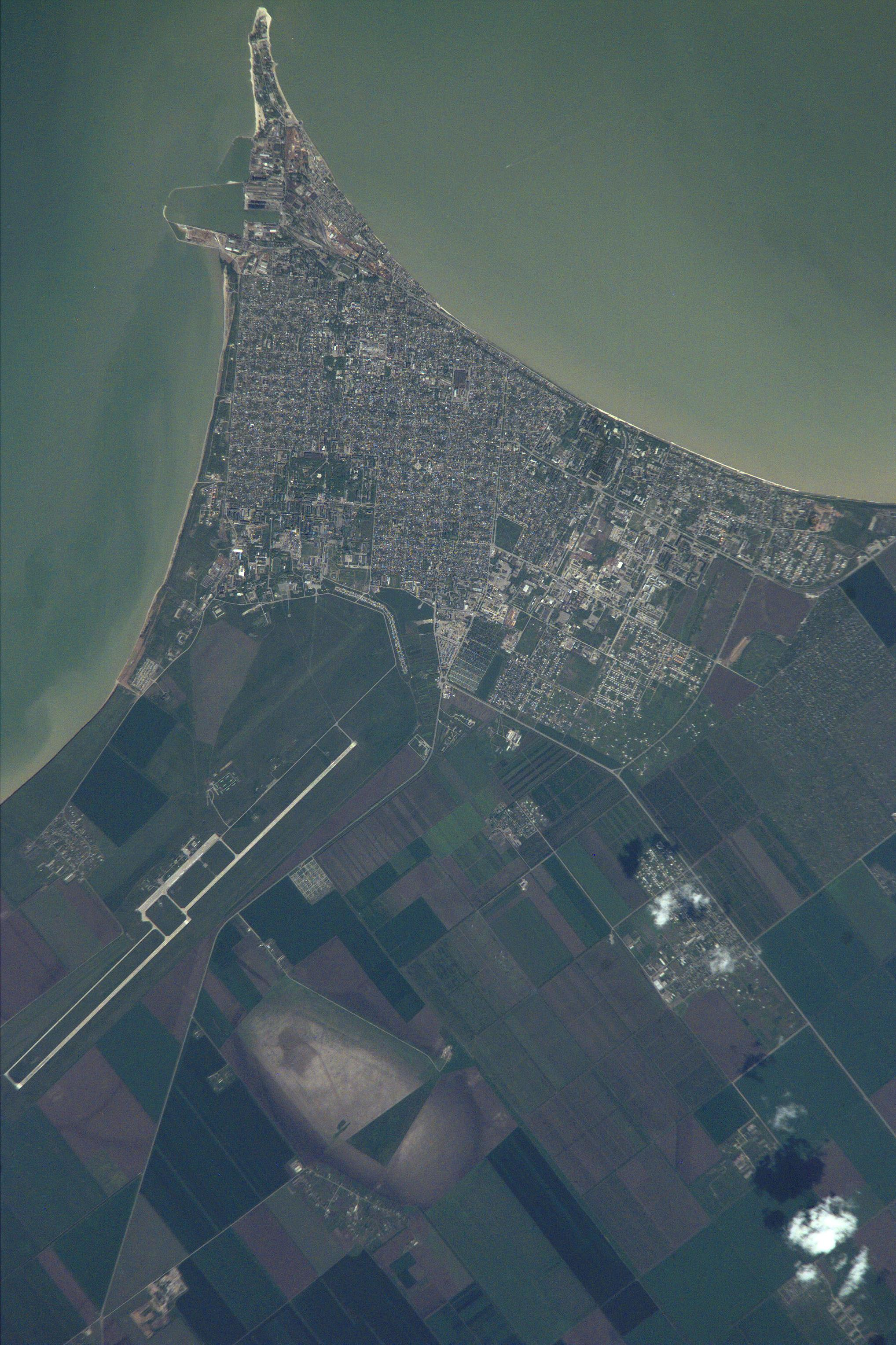
Yeisk desde el espacio.

## Personalidades
- Serguéi Bondarchuk (1920-1994), actor, pasó su infancia en la localidad.
- Iván Poddubni (1871-1949), luchador profesional y atleta, murió en la localidad.
- Timoféi Griukin (1910-1953), piloto, Héroe de la Unión Soviética.
- Piotr Kámenko (1859-1920), psiquiatra y activista político.
- Nonna Mordiukova (1925-2008), actriz soviética.
- Robert Stieglitz (*1981), boxeador.